# Ypsolopha instabilella
Ypsolopha instabilella is een vlinder uit de familie spitskopmotten (Ypsolophidae). De wetenschappelijke naam is voor het eerst geldig gepubliceerd in 1866 door Mann.
De soort komt voor in Europa.